# درخت کمان رستم
کمان رستم، نام درختی با قدمت بیش از سیزده سده(۱۳۰۰ سال) است که در شهر شهمیرزاد از توابع استان سمنان قرار گرفته‌است.
علت نامگذاری این درخت، به کمان رستم، منشعب شدن آن به دو شاخه با زاویۀ کمان‌شکل است. "کمان رستم" حدود ۱۵ متر طول دارد.
این درخت کهنسال در اسفند ماه سال ۱۳۹۰ در فهرست آثار ملی ایران به ثبت رسیده است.

## اقتباس ها
- گذر از زیر کمان رستم فیلمی از جمهوری فدرال آلمان است. فیلمسازان آلمانی از این فرصت برای فیلمبرداری فیلمی در مورد مسائل جنسیتی در افغانستان و برای بیان آرزوها و امیدهای زنان و دختران در افغانستان استفاده کردند.
- به نقل از شاهنامه، گفته می شود که رستم با کمان خود موسیقی می نواخت. به عقیده عامه، این ساز به ساز کمانچه به معنای واقعی کلمه کمان، کمان کوچک تبدیل شد.
- داستان های شاهنامه به ویژه رستم و سهراب در ماه های زمستان روایت می شدند. نمایشنامه رادیویی رستم و سهراب به کارگردانی و تدوین استاد رفیق صادق (متولد کهدامن 1930، متوفی 1987 در کابل) اغلب به ترتیب توسط رادیو کابل و رادیو افغانستان پخش می شد، قبل از اینکه رادیو دولتی RTA برنامه های تلویزیونی خود را در سراسر کشور در سال 1978 پخش کند.